# Veronica spicata
Veronica spicata L., 1753 è una pianta perenne della  famiglia Scrophulariaceae (o Plantaginaceae secondo la classificazione APG), comune nei luoghi erbosi e nelle boscaglie dell'Europa e della Siberia occidentale.

## Descrizione
Possiede un rizoma orizzontale che emette fusti fioriferi, alti 10–50 cm. Le foglie sono opposte, lanceolate e crenate. Fiorisce in giugno-luglio con racemi terminali e fiorellini a corolla azzurra-violacea (raramente rosea o bianca).